# Bob Lazar: Area 51 & Flying Saucers
Bob Lazar: Area 51 & Flying Saucers es un documental estadounidense de 2018, dirigido por Jeremy Kenyon Lockyer Corbell, que a su vez lo escribió, y también estuvo a cargo de la fotografía, musicalizado por Oliver Emrys Lewis, RedBlueBlackSilver y Pawel Walentynski, los protagonistas son Bob Lazar, George Knapp y Mickey Rourke, entre otros. Esta obra fue realizada por JKLC Productions y se estrenó el 1 de noviembre de 2018.

## Sinopsis
Hace décadas, Bob Lazar dio un aviso acerca del Área 51. En este documental quiere dar a conocer la tecnología extraterrestre que él mismo usó y la necesidad del gobierno estadounidense de ocultar el tema.